# Millimetric Miles
Millimetric Miles è un EP dei Superfried Guys, pubblicato nel 2005 da Vertical.

## Tracce
Musiche di Superfried Guys.
1. Intro – 2:00
2. Emerson Lake Empire State Building – 3:31
3. My Nose Is Too Long to Drink Coffee in a Small Cup – 5:10
4. Bud Spencer Folk Implosion in the Sky with Diamonds on the Inside Out – 4:05
5. Walkie Donkie – 4:07
6. Zum Zug – 4:34
7. Fat Runner Race Starts from Finish Line – 4:29
8. We Usually Talk with You but We Want You Dead – 5:39

Durata totale: 33:35

## Formazione

### Gruppo
- Giovanni Ferliga - voce, chitarra
- Francesco D'Abbraccio - chitarra
- Dario Dassenno - batteria